# Echo & the Bunnymen
Echo & the Bunnymen là một ban nhạc rock người Anh thành lập tại Liverpool vào năm 1978. Đội hình đầu tiên của ban gồm giọng ca chính Ian McCulloch, tay guitar Will Sergeant và tay bass Les Pattinson. Năm 1980, ban nhạc kết nạp thêm Pete de Freitas vào vị trí chơi trống. Album đầu tay của nhóm, Crocodiles (1980) đã lọt vào top 20 của UK Albums Chart. Sau khi phát hành album thứ hai Heaven Up Here vào năm 1981, danh tiếng trọng vọng trong một hội người hâm mộ của ban nhạc được tiếp nối bởi thành công đại chúng tại Anh vào năm 1983, khi nhóm cho ra đời bản Top 10 ở Anh "The Cutter", còn album Porcupine giành ngôi á quân trên bảng xếp hạng của Anh. Ocean Rain (1984), tiếp tục đem về thành tích xếp hạng cho ban nhạc, khi đĩa đơn chính "The Killing Moon" lọt vào top 10.
Sau khi phát hành album cùng tên nhóm vào năm 1987, McCulloch rời ban nhạc và vị trí của anh bị thay thế bởi cựu thành viên của St. Vitus Dance, ca sĩ Noel Burke. Năm 1989, de Freitas thiệt mạng trong một tai nạn xe máy. Sau khi cùng làm việc trong dự án Electrafixion, McCulloch và Sergeant tái lập nhóm với Pattinson vào năm 1997 và trở lại với cái tên Echo & the Bunnymen, trước khi Pattinson ra đi vào năm 1998. Ban nhạc đã hoàn thành một số chuyến lưu diễn và phát hành một số album kể từ cuối thập niên 1990, đồng thời nếm trải thành công ở nhiều mức độ khác nhau.

## Thành viên

### Đội hình hiện tại
- Ian McCulloch – hát, guitar (1978–1988, 1996–nay)
- Will Sergeant – guitar, lập trình (1978–1993, 1996–nay)

### Cựu thành viên
- Les Pattinson – bass (1978–1993, 1996–1998)
- Pete de Freitas – trống (1978–1989; qua đời 1989)
- Noel Burke – hát (1988–1993)
- Damon Reece – trống (1989–1993)
- Jake Brockman – keyboard (1989–1993; qua đời 2009)

### Thành viên đi lưu diễn
- Jez Wing – keyboard (2009–nay)
- Kelley Stoltz – guitar (2016–nay)
- Stephen Brannan – bass (2005–nay)
- Nicholas Kilroe – trống (2007–2017)

### Cựu thành viên đi lưu diễn
- Jeremy Stacey – trống (1999–2001)
- Vinny Jamieson - trống (2001-2003)
- Guy Pratt – bass (1998–2000)
- Alex Germains – bass (2000–2003)
- Michael Lee – trống (1996–2001; qua đời 2008)
- Vinny Jameson – trống (2001–2003)
- Pete Wilkinson – bass (2003–2005)
- Simon Finley – trống (2003–2005)
- Paul Fleming – keyboard (2003–2009)
- Ged Malley – guitar (2003)
- Gordy Goudie – guitar (2004–2017)
- Nicholas Kilroe – trống (2007–2017)
- Gillian Grant - violin (2018)
- Kirsty Main - violin (2018)
- Annemarie McGahon - viola (2018)
- Heather Lynn - cello (2018)
- Pete Reilly - guitar (2018)
- Alan Watts – guitar (2019–2020)

## Đĩa nhạc
- Crocodiles (1980)
- Heaven Up Here (1981)
- Porcupine (1983)
- Ocean Rain (1984)
- Echo & the Bunnymen (1987)
- Reverberation (1990)
- Evergreen (1997)
- What Are You Going to Do with Your Life? (1999)
- Flowers (2001)
- Siberia (2005)
- The Fountain (2009)
- Meteorites (2014)
- The Stars, The Oceans & The Moon (2018)